# Широкопадский район
Широкопадский район — упразднённая административно-территориальная единица в составе Сахалинской области, существовавшая в 1933—1963 годах.

## История
Был образован решением президиума облисполкома от 19 февраля 1933 года как Пилевский район с центром в селе Пильво. 8 января 1934 года центр района был перенесён в село Широкая Падь. Создание района было официально подтверждено центральными властями лишь 5 июля 1936 года, при этом район уже носил название Широкопадский район.
1 февраля 1963 года Широкопадский район был упразднён. При этом Пильвинский с/с отошёл Кировскому району, а остальные с/с — Александровск-Сахалинскому горисполкому

## Административно-территориальное устройство
Административный центр района — село Широкая Падь.
По данным 1937 года в район входили 4 поселковых совета: 
1. Агневский: селения Агнево, Устье Агнево,Тоннель, Ясенки, Владимировка база, Владимировка, Февралевка, Холодный Ключ, Февралевка лесоучасток, Буровая партия; стойбище нивхов Круглый мыс; сторожка Рудник, лесоучастки Кис-Кизы, Среднее Агнево, Верхнее Агнево, Славянка, Добротворцево, Таскино,  Горелая Речка;
2. Най-Найский: рыбозавод №64 Моссия, селение Най-Най №65, посёлок Най-Най (Кунгасстрой), селение Кирпичный завод, Пригородное хозяйство, лесоучастки Первый пионерский барак, Второй пионерский барак, Барак Сахснаба, Восточный барак;
3. Пильвинский: селение Пилево, Совхоз, участки совхоза Мопр, Пилевка, Первое Мая;
4. Широко-Падинский: селения Широкая Падь и Смолокуренный завод, сторожка Китоус, Пригородное хозяйство, лесоучастки Первая Речка, Хоккарой №1, Хоккарой №2, Хоккарой №3.

## Экономика
В районе очень хорошо были развиты рыбная и лесная отрасли.
В райцентре функционировали: Рыболовецкий колхоз, рыбный комбинат; райпромкомбмнат (изготавливал мебель, производил её ремонт), лесопиление, лесозаготовка, таростроение; судоремонтная станция, кирпичный завод, угольная шахта.
Агнево: Агневский рудник
Мысовая: Рыбный завод № 64
Первая Речка: колхоз имени 5 декабря, лесоучасток
Чкалово: колхоз имени А. Т. Цапко